# Gabriel Kobylak
Gabriel Kobylak (ur. 20 lutego 2002 w Brzozowie) – polski piłkarz, występujący na pozycji bramkarza w polskim klubie Legia Warszawa. Piłkarz Karpat Krosno, Puszczy Niepołomice i Radomiaka Radom. Młodzieżowy reprezentant Polski.

## Kariera klubowa
Karierę zaczynał w juniorskim zespole LKS Wzdów. 1 kwietnia 2024 roku strzelił pierwszego gola w karierze w zremisowanym 1:1 meczu Radomiaka Radom przeciwko Puszczy Niepołomice. W 66. minucie wyprowadził piłkę z własnego pola karnego, która przeleciała przez całe boisko, potem odbiła się przed i przelobowała bramkarza Puszczy Oliwiera Zycha. 

## Sukcesy

### Klubowe

#### Legia Warszawa
- Puchar Polskiː 2024/2025 [3]